# Microsoft Windows Server 2008 R2
Windows Server 2008 R2 ist ein Serverbetriebssystem von Microsoft und wurde am 22. Oktober 2009 veröffentlicht. Im Gegensatz zu Windows Server 2003 R2 ist Windows Server 2008 R2 nicht näher mit dem direkten Vorgänger Windows Server 2008 verwandt; Windows Server 2008 basiert auf Windows Vista, Windows Server 2008 R2 hingegen auf Windows 7. Der Windows Server 2008 R2 ist der letzte Windows Server, der die Itanium-Architektur unterstützt. Der Nachfolger Windows Server 2012 unterstützt nur noch die x64-Architektur.
Am 22. Februar 2011 erschien das erste Service Pack, gemeinsam für Windows Server 2008 R2 und Windows 7.
Windows Small Business Server 2011, die letzte Version der Windows-Small-Business-Server-Produktreihe, basiert auf Windows Server 2008 R2 und wurde 2011 veröffentlicht.
Windows Server 2008 R2 ist als erstes Microsoft-Betriebssystem nicht mehr für 32-Bit-Prozessoren erhältlich. Es kann ausschließlich auf 64-Bit-x86-Prozessoren sowie Itanium-Rechnern installiert werden.
Die Unterstützung von Windows Server 2008 R2 und damit die Belieferung mit Sicherheitsupdates wurde am 14. Januar 2020 eingestellt.
Mit dem kostenpflichtigen ESU-Programm (Extended Security Updates) konnte der Support für Großabnehmer über das Volumenlizenzierungsprogramm bis maximal zum 10. Januar 2023 verlängert werden. Für Windows SQL Server 2008/R2 und für Windows SQL Server 2008 for Embedded Systeme endete der Support bereits am 12. Juli 2022.

## Editionen
Windows Server 2008 R2 ist in folgenden Editionen verfügbar:
- Windows Server 2008 R2 HPC Edition (64-bit)
- Windows Server 2008 R2 Foundation (64-Bit)
- Windows Server 2008 R2 Standard (64-Bit)
- Windows Server 2008 R2 Enterprise (64-Bit)
- Windows Server 2008 R2 Datacenter (64-Bit)
- Windows Web Server 2008 R2 (64-Bit)
- Windows Storage Server 2008 R2 (64-Bit)
- Windows Server 2008 R2 für Itanium-basierte Systeme (64-Bit)

Zusätzlich sind auf Codebasis des Server 2008 R2 die Small Business Server 2011 erschienen:
- Windows Small Business Server 2011 Essentials und Standard
- Windows Small Business Server 2011 Premium Add-on

## Neuheiten in Windows Server 2008 R2
Im Windows Server 2008 R2 gibt es Folgende Neuerungen gegenüber Windows Server 2008:
- Unterstützung von bis zu 256 logischen Prozessoren.
- die neue Windows-7-Oberfläche (neue Sprungleisten im Startmenü; neue Taskleiste etc.)
- Direct Access, eine Erweiterung des VPN (Virtuelle Netzwerkverbindung, z. B. Zugriff auf ein internes Netzwerk über das Internet; funktioniert nur mit Windows 7 oder höher)
- BranchCache, ein Zwischenspeicher für zentral verwaltete Dateien (funktioniert nur mit Windows 7 oder höher)
- automatische Wiederherstellung von VPN-Verbindungen
- der Bereitstellungsdienst kann besser mit Windows 7 umgehen
- Papierkorb-Funktion in Active Directory, so dass Löschungen von Benutzern oder Computern schnell wieder rückgängig gemacht werden können
- gegenüber den vorherigen Server-Versionen bzw. dem Desktop-Betriebssystem Windows 7 keine 32-Bit-Version mehr (die Unterstützung für 32-Bit-x86 IA-32 fällt weg)
- neue Foundation-Edition für kleinere Computernetze, die nur einen begrenzten Hardwarebedarf haben

## Systemanforderungen
Folgende Voraussetzungen müssen für die Installation von Server 2008 R2 gegeben sein:
| Komponente                   | Anforderung |
| ---------------------------- | --- |
| Prozessor                    | - Mindestens: 1,4 GHz (x64-Prozessor) Hinweis: Ein Itanium-2-Prozessor ist für Windows Server 2008 R2 für Itanium-basierte Systeme erforderlich.                                 |
| Arbeitsspeicher              | - Mindestens: 512 MB RAM - Maximal (64-Bit-Systeme): 32 GB (Standard Edition, Webserver Edition) oder 2 TB (Enterprise Edition, Datacenter Edition und Itanium-basierte Systeme) |
| Festplatte                   | - Mindestens: 32 GB frei Hinweis: Computer mit mehr als 16 GB Arbeitsspeicher erfordern mehr Speicherplatz für Auslagerung, Ruhezustand und Dumpdateien.                         |
| Laufwerk                     | - DVD-ROM-Laufwerk |
| Anzeige und Peripheriegeräte | - Super-VGA-Monitor mit mind. 800 × 600 od. höherer Auflösung - Tastatur und Microsoft-Maus oder kompatibles Zeigegerät - Internetzugang                                         |